# Saskia Diesing
 (octobre 2018).
Si vous disposez d'ouvrages ou d'articles de référence ou si vous connaissez des sites web de qualité traitant du thème abordé ici, merci de compléter l'article en donnant les références utiles à sa vérifiabilité et en les liant à la section « Notes et références ».
Saskia Diesing, née en 1972 à Winschoten, est une réalisatrice et scénariste néerlandaise.

## Filmographie

### Comme réalisatrice
- 1996 : Waskracht! (nl)
- 2001 : Du
- 2004 : Nieuwe schoenen
- 2008 :  Taxi 656
- 2008 : De laatste dag (nl)[2]
- 2014 : Nena[3]
- 2018 : Dorst[4]
- 2018 : Craving[5]

### Comme scénariste
- 2011 : Fit to Fly
- 2014 : P
- 2015 : Een goed leven met een gelukkig einde

## Crédit d'auteurs
- (nl) Cet article est partiellement ou en totalité issu de l’article de Wikipédia en néerlandais intitulé « Saskia Diesing » (voir la liste des auteurs).